# 黄济人
黄济人（1947年—），男，北京人。汉族，中华人民共和国政治人物，曾任重庆市党外知识分子联谊会副会长、重庆市作家协会主席。第十一届全国政协委员。
2008年，当选第十一届全国政协委员，代表文化艺术界，分入第二十七组。